# 레이드백 루크
뤼카스 코르넬리스 판 스헤핑언(네덜란드어: Lucas Cornelis van Scheppingen, 1976년 10월 22일 ~ )은 레이드백 루크(영어: Laidback Luke)라는 이름으로 잘 알려진 네덜란드의 디스크자키이자 음악 프로듀서이다.